# Abstraktní nesmysl
V matematice abstraktní nesmysl, všeobecný abstraktní nesmysl a všeobecný nesmysl jsou termíny žertovně používané některými matematiky pro popis určitých druhů argumentů a metod, které souvisí s teorii kategorií. Velmi stručně, teorie kategorií studuje všeobecnou formu matematických teorií bez ohledu na jejich obsah. Proto důkaz, který se opírá o myšlenky teorie kategorií často vypadá trochu mimo kontext pro ty, kteří nepoužívají natolik abstrakci, někdy až v té míře, která působí komickým dojmem nenávaznosti. Podobné důkazy bývají někdy nazvány „abstraktní nesmysl“ jako upozornění na jejich abstraktní povahu.
V obecnějším slova smyslu může termín „abstraktní nesmysl“ označovat jakýkoliv důkaz (ať už žertovný nebo ne), který primárně užívá metod souvisejících s teorií kategorií. Lze tak označit i zkoumání samotné teorie kategorií. Je třeba zdůraznit, že označení argumentu či metody za „abstraktní nesmysl“ není myšleno jako znevažující, a dokonce je často považováno za kompliment vzhledem k jejich obecnosti a propracovanosti.